# Stauntonie

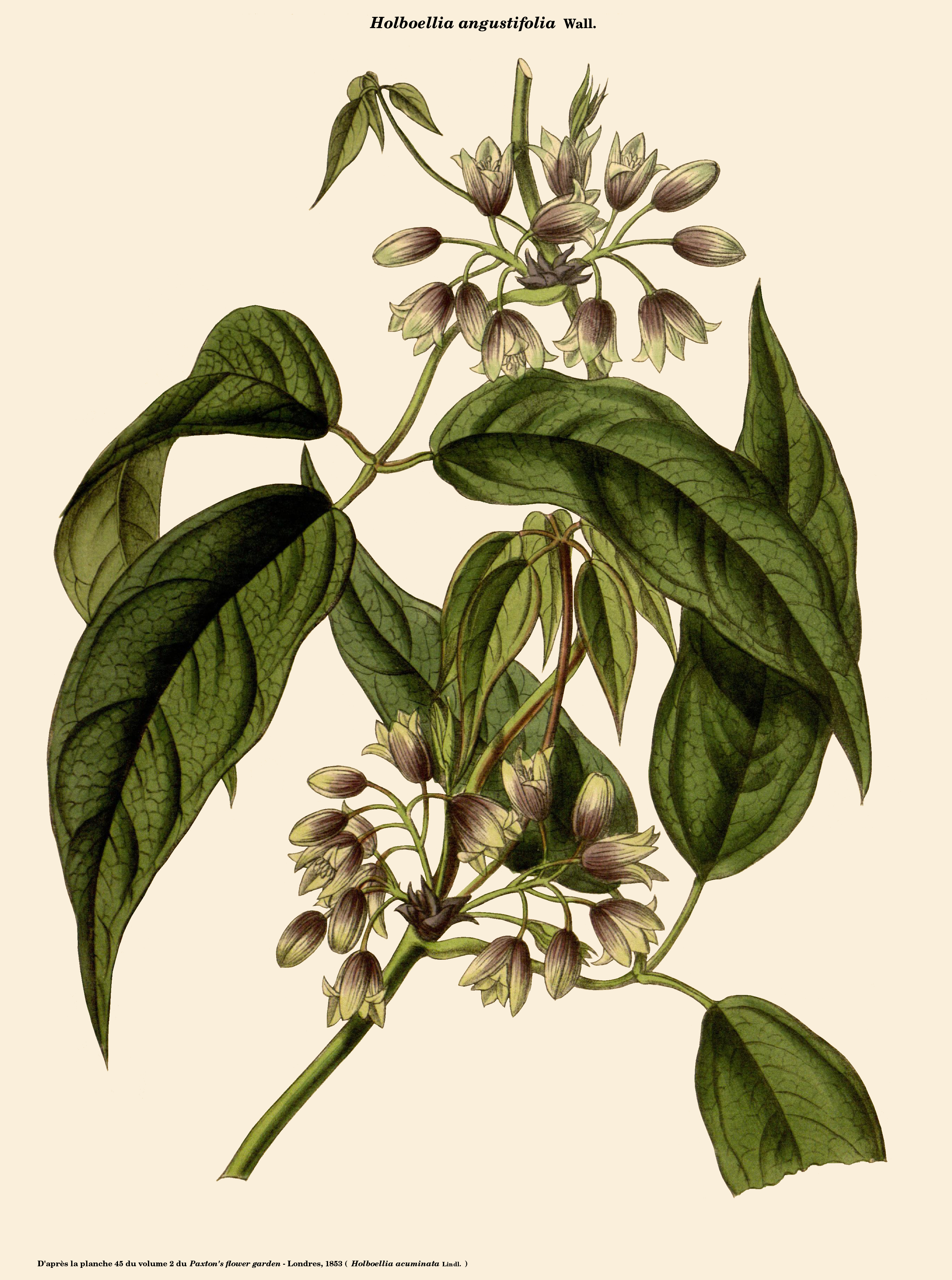
Stauntonia (Holboellia) angustifolia

Stauntonie (Stauntonia) je rod rostlin z čeledi kokylovité (Lardizabalaceae). Jsou to dřevnaté liány s dlanitě složenými střídavými listy a jednopohlavnými květy v úžlabních květenstvích. Plody jsou dužnaté a většinou nepukavé. Rod zahrnuje 28 druhů a je rozšířen ve východní Asii. Druh Stauntonia heptaphylla je v Japonsku pěstován pro chutné ovoce. V rámci taxonomické revize byly do rodu Stauntonia vřazeny rody Holboellia a Parvatia.

## Popis
Stauntonie jsou stálezelené nebo výjimečně opadavé ovíjivé, převážně jednodomé liány.
Listy jsou střídavé, dlanitě složené ze 3 až 7 (až 9) celokrajných lístků, dlouze řapíkaté.
Květy jsou jednopohlavné, uspořádané v úžlabních hroznech, chocholících nebo svazečcích. Samičí květy jsou podobné jako samčí, často o něco větší. Okvětí se skládá ze 6 zelenavě bílých nebo purpurových, lehce dužnatých kališních lístků, uspořádaných ve dvou kruzích. Koruna je silně redukovaná nebo zcela chybí. Samčí květy obsahují 6 tyčinek s dlouhými, na bázi srostlými nebo téměř volnými nitkami a 3 zakrnělé pestíčky. V samičích květech jsou 3 volné plodolisty s téměř nebo zcela přisedlými bliznami a 6 šupinovitých staminodií. Plody jsou kožovité, převážně nepukavé, jednotlivé nebo v souplodích po 2 až po 3. Obsahují mnoho leskle tmavohnědých semen uložených v tenké, sladké, bělavé dužnině.

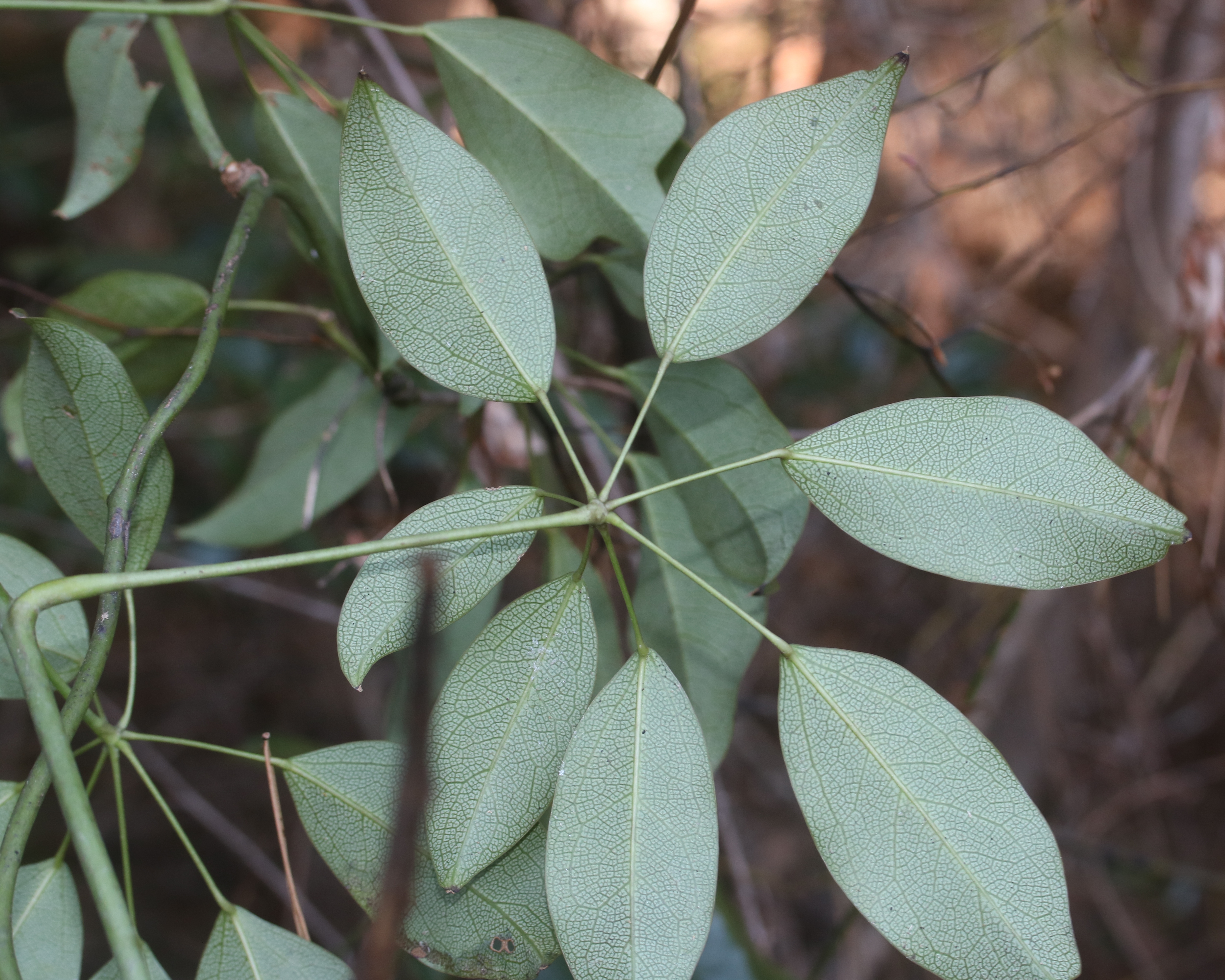
List Stauntonia hexaphylla
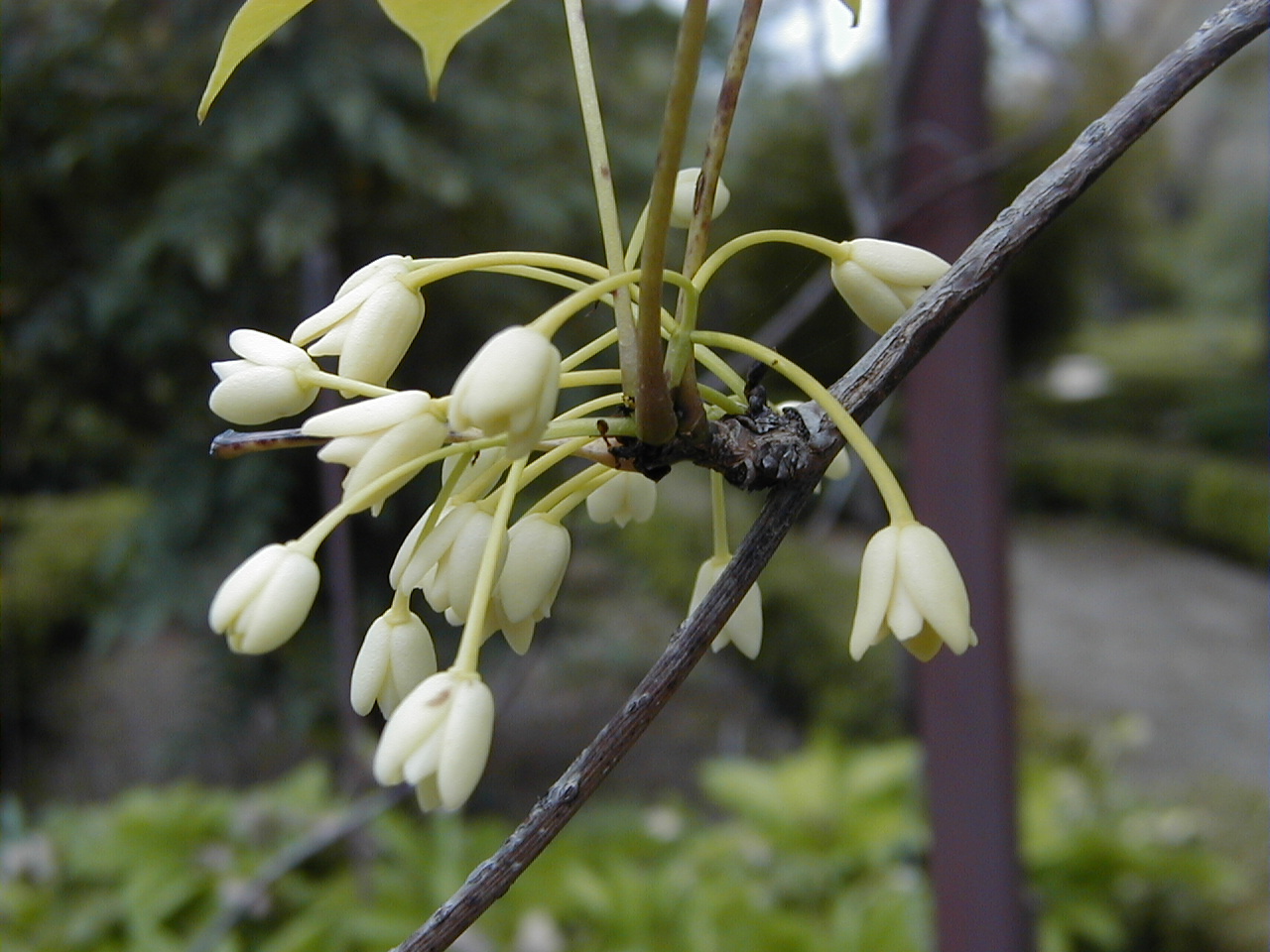
Květenství Stauntonia (Holboellia) coriacea
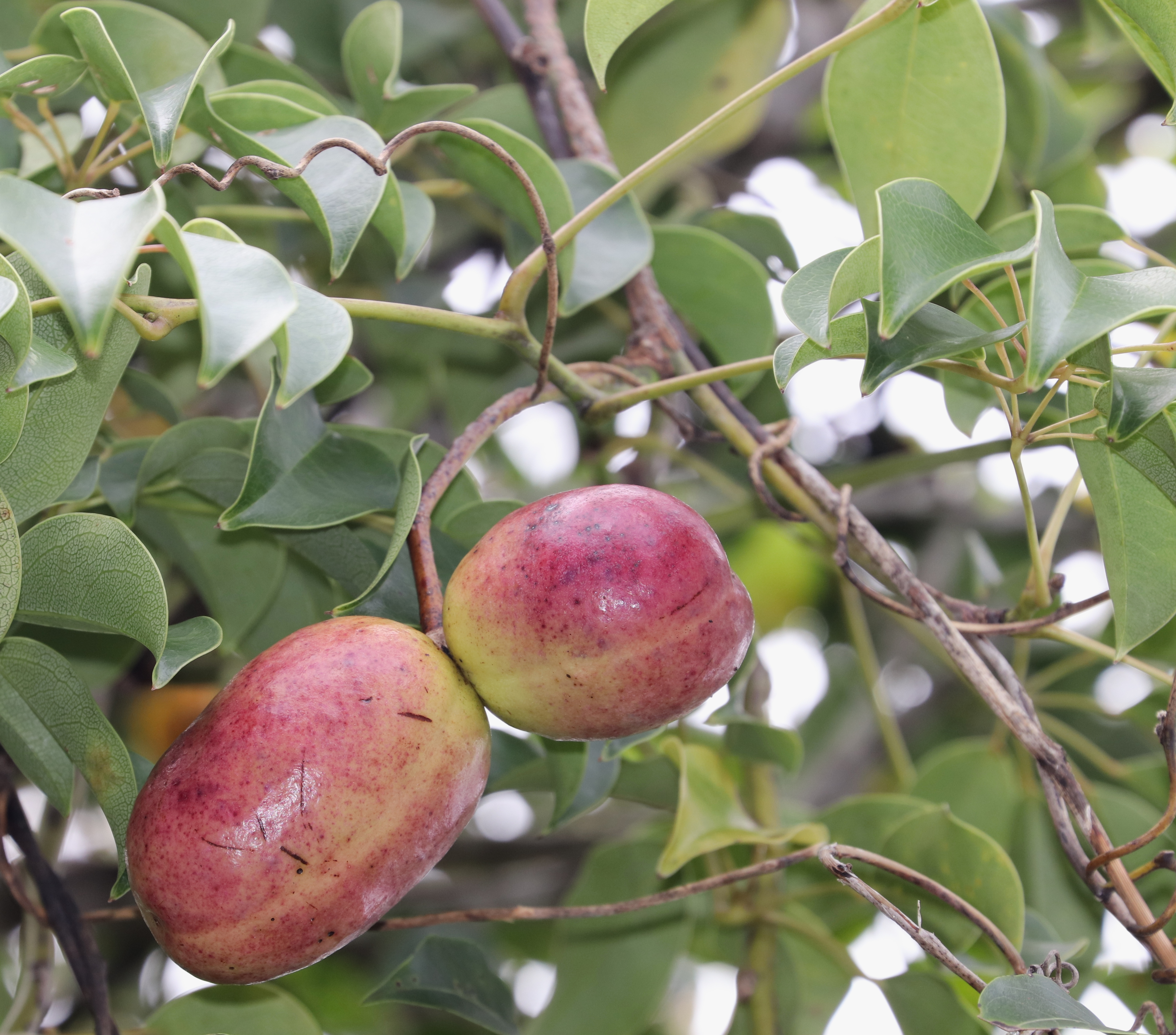
Plody Stauntonia hexaphylla

## Rozšíření
Stauntonie je největší rod čeledi kokylovité a v současném taxonomickém pojetí zahrnuje 28 druhů. Je rozšířen výhradně v Asii. Areál sahá od Himálaje přes Tibet, střední a jižní Čínu po Japonsko a Indočínu.

## Taxonomie
Rod Stauntonia je v rámci čeledi Lardizabalaceae řazen do podčeledi Lardizabaloideae a tribu Lardizabaleae.
V revizi čeledi, vydané v roce 2012, byly s rodem Stauntonia sloučeny rody Holboellia a Parvatia. Od podobného rodu Akebia se odlišuje zejména nepukavými plody a tyčinkami s dlouhými nitkami.

## Význam
Některé druhy je možno využít i v podmínkách střední Evropy jako okrasné liány (zóna odolnosti 7), téměř se ale nepěstují a nejsou ani uváděny ze žádné české botanické zahrady.
Druh Stauntonia hexaphylla je v Japonsku pěstován pro jedlé plody. Mají sladkou, vodnatou dužninu a voní po medu. Jedí se čerstvé jako dezertní ovoce nebo vařené.